# 비아 칩셋
비아 칩셋(영어: VIA chipset)은 비아 테크놀로지스가 과거에 생산했거나 현재 생산 중인 메인보드의 칩셋을 가리키는 말이다. 과거에 인텔과 AMD CPU용 칩셋을 생산 및 판매하였으며, 현재는 자사의 CPU에 맞춘 칩셋만을 제작하고 있다.

## 배경
VIA 칩셋은 인텔, AMD(예: 애슬론 64) 및 VIA 자체(예: VIA C3 또는 C7)의 CPU를 지원한다. 그들은 1990년대 초반의 i386만큼 오래된 CPU를 지원한다. 2000년대 초반, 그들의 칩셋은 2001년부터 VIA와 S3 Graphics의 합작 투자를 통해 온칩 그래픽 지원을 제공하기 시작했다. 이러한 지원은 2012년 8월 VX11H가 출시되면서 2010년대 초반까지 계속되었다.
VIA 칩셋은 다른 칩셋이 더 나은 성능을 제공하기 시작하고 VIA가 다른 시장에 진출하고 인텔이 CPU 다이에 더 강력한 통합 그래픽을 제공하기 시작하면서 인기가 감소했다.

## 노스브리지

### 데스크톱칩셋
- 비아 프로세서용
  - VX800
  - CN896
  - CN800
  - CX700M
  - CN700

- - CN400
  - CLE266
  - PLE133T
  - PN133

- 인텔 프로세서용
  - 인텔코어 2 듀오를 지원하는 칩셋
    - PT890
    - PT880 Ultra
    - P4M900 (IG)
    - P4M890 (IG)
    - P4M800 Pro (IG)
    - P4M800 (IG)

  - 인텔 펜티엄 4를 지원하는 칩셋
    - PM880 (IG)
    - PT800
    - PM800 (IG)
    - P4X533
    - P4X400
    - P4X333
    - P4X266A
    - P4X266E
    - P4X266
    - P4M266 (IG)

  - 인텔 펜티엄 3를 지원하는 칩셋
    - PLE133T (IG)
    - PN133 (IG)
    - Pro266
    - Pro266T
    - Pro133A
    - Pro133A Dual
    - Pro133
    - PLE133 (IG)
    - PM133 (IG)
- AMD 프로세서용
  - AMD K8 프로세서를 지원하는 칩셋
    - VIA K8T900
    - VIA K8T890
    - VIA K8M890 (IG)
    - VIA K8T800 Pro
    - VIA K8T800
    - VIA K8M800 (IG)

  - AMD K7 프로세서를 지원하는 칩셋
    - VIA KT880
    - VIA KT600
    - VIA KT400A
    - VIA KT400
    - VIA KM400A (IG)
    - VIA KT333
    - VIA KT266A
    - VIA KT266
    - VIA KM266 (IG)
    - VIA KT133A
    - VIA KT133
    - VIA KLE133 (IG)
    - VIA KM133 (IG)
    - VIA KX133

### 모바일칩셋
- VIA 프로세서용
  - VX800U (IG)
  - VX800
  - VN896 (IG)
  - CN896 (IG)
  - VN800 (IG)
  - VX700 (IG)

- - CN400
  - CLE266
  - PLE133T
  - PN133
- I인텔 프로세서용
  - 펜티엄4m을 지원하는 칩셋
    - PN800

  - 펜티엄3을 지원하는 칩셋
    - PN133
    - PN266T
    - PLE133
- IAMD 프로세서용
  - AMD K8 프로세서를 지원하는 칩셋
    - K8N890
    - K8N800A
    - K8N800

  - AMD K7 프로세서를 지원하는 칩셋
    - KN400
    - KN266
    - KN133

## 같이 보기
- 비아 테크놀로지스